# هوایلاجیرکا
هوایلاجیرکا (به اسپانیایی: Huayllajirca) یک کوه در پرو است که در Peru, Lima Region, Cajatambo Province, Oyón Province واقع شده‌است. هوایلاجیرکا ۵٬۰۰۰ متر بالاتر از سطح دریا واقع شده‌است.